# Henri Tournet
Pour les articles homonymes, voir Tournet.
Henri Tournet est un homme d'affaires et promoteur français, né le 26 mars 1913 à Clermont-Ferrand (France) et mort le 30 avril 2008 à Santiago (Chili).

## Biographie
Tournet est un vieil ami de Jacques Foccart depuis 1934 et a à plusieurs reprises été son associé.

### La Seconde Guerre mondiale

#### Organisation Todt
Foccart fonde — en 1941 — avec une connaissance (de son service militaire), Henri Tournet, une importante affaire d'exploitation de bois à La Forêterie (commune de Rânes dans l'Orne). Pour la coupe de soixante hectares de bois, il fait travailler une équipe importante : le bois est en particulier destiné à la production du charbon de bois, carburant des véhicules à gazogène, indispensable pendant cette époque de restriction. 
L'entreprise travaille d'abord avec Citroën afin d'alimenter ses gazogènes, et étend son domaine forestier avec cent hectares, acheté à un minotier, puis avec l'achat d'une grande coupe de bois, vendue par le châtelain local en proie à des problèmes économiques.
À l'automne 1942, ils commencent, par l'entremise de Georges Desprez, à travailler pour les Allemands : deux convois sont livrés chaque semaine — grâce à des intermédiaires — à l'Organisation Todt (l'organe de construction du Reich), avec laquelle il a des relations commerciales.
L'Organisation Todt le suspecte d'escroquerie en 1943 en compagnie de Foccart et Desprez. Il est écroué avec son associé en août 1943 à Argentan et Saint-Malo. Ils sont libérés sous caution moyennant une transaction d'un million de francs, et la réquisition de leur entreprise.
La police judiciaire de Rouen a enquêté sur la possible implication de Foccart et Tournet dans l'assassinat en 1944 de François Van Aerden, un ancien agent consulaire de Belgique au Havre, qui aurait été témoin d'un trafic entre leur entreprise et un officier de l'Organisation Todt. En l'absence d'éléments matériels probants, le dossier est classé sans suite.

#### Résistance
En 1942, Foccart prend contact avec la Résistance sur sa terre natale en Mayenne. Adjoint de Régis des Plas pour le réseau Action Plan Tortue pour la zone Centre et Sud (en Normandie), il structure le réseau Action-Tortue Foccart avec un poste de commandement à Rânes dans l'Orne et un centre de liaison à Ambrières-les-Vallées en Mayenne. 

### Après-guerre
Après-guerre, il crée une petite société d'import-export avec Jacques Foccart, la Safiex, dont la marche suscite du contentieux auprès des avocats et avec l'association forestière qu'ils avaient créée.
Le nom de son associé Foccart est évoqué par le SRPJ de Rouen en 1953 comme étant lié à deux énigmes criminelles, l'affaire François Van Aerden à Rânes et l'affaire Émile Buffon à Joué-du-Plain en 1944.
À la même époque il est aussi conseiller d'une banque en suisse, où il réside. Avant le début des années 1960, Tournet est par ailleurs successivement conseiller du commerce extérieur et chargé de mission au Haut Commissariat à l'économie nationale. Il sera ensuite conseiller technique auprès du ministre des travaux publics et membre du conseil supérieur du tourisme, fonctions qui l'aident à développer une activité de promoteur immobilier.

### Stations d'Avoriaz et de Pra-Loup
Henri Tournet est investi dans le développement de plusieurs stations de sports d'hiver au début des années 1960. En tant que membre du conseil supérieur du tourisme, il est délégué auprès du commissaire général au tourisme Jean Sainteny lors du lancement de Pra-Loup et il rend visite à l'hiver 1960 au fondateur Louis Lequette, qui doit s'appuyer sur des industriels du Nord pour investir. Henri Tournet lui demande, sans l'obtenir, qu'il change de partenaires industriels et tente d'obtenir, sans succès non plus, une partie de la future station. Quand la station prend forme, au lieu des 3 000 lits que devait compter passent à une capacité de 10 000 lits pour des raisons de rentabilité, ce qui permettra de l'agrandir par le vallon des Agneliers, qui deviendra par la suite la liaison avec la Foux d'Allos, inaugurée en 1977, soit un espace skiable de très large envergure, l'un des plus grands des Alpes du Sud.
En 1963, il est investi dans la future station de sports d'hiver d'Avoriaz et devient président de la station de sports d'hiver de Morzine, où il passe des vacances au ski avec Robert Boulin, sa femme et son fils.

### Affaire Boulin
Tournet était depuis les années 1940 l'ami le plus proche de Jacques Foccart, dirigeant historique du service d'action civique, et le parcours de chacun des deux est lié à l’affaire de la disparition de Robert Boulin en 1979, pour laquelle la Justice a identifié le rôle d'Henri Geliot,,,,,, « truand haut placé », connu pour diverses violences avec arme à feu commises pour l’essentiel entre 1939 et 1958, puis entré en lien avec le SAC et décédé en 1986. Henri Geliot a été reconnu devant les magistrats par Elio D, attablé dans une discothèque, quelques jours après la mort de Robert Boulin, avec Pierre Debizet, patron du SAC, venu en taxi, l'agent du SDECE Jean-Pierre Lenoir,,, mais aussi ce « truand haut placé » et « Leno », un second truand, arrivés à l'improviste. Selon le récit aux magistrats d'Elio, en fin de vie, Pierre Debizet avait ce soir-là reproché au « truand haut placé » d'avoir embauché des « bras cassés » pour s'occuper de Robert Boulin, Henri Geliot reconnaissant que ses hommes avaient effectivement « descendu à la cave » le ministre et « l’avaient tabassé », sans vouloir le tuer ni prévoir qu'il panique et fasse un arrêt cardiaque,. Henri Geliot, 60 ans lors de la mort de Boulin, a été identifié par les magistrats via la plaque d’immatriculation de la Mercedes gris métal, modèle 280 ES, notée sur un papier par Elio D à son départ de la discothèque et conservée depuis. La veuve de Henri Geliot a ensuite confié avoir été menacée par son mari à l’époque de la mort de Boulin, lui disant que « si son implication devait être connue, cela pourrait venir d’elle ». Les enquêteurs ont aussi retrouvé le fils de Jean-Pierre Lenoir, qui leur a dit être « certain que Boulin ne s’était pas suicidé ». Le parquet de Versailles a confirmé à l'AFP que ces faits se trouvaient dans le dossier mais sans commenter ni se prononcer.
L'amitié entre Robert Boulin et Henri Tournet a été documentée dès 2014 par un livre du journaliste Dominique Labarrière, consacré à neuf hommes qui ont perdu la vie au faîte du pouvoir et des honneurs,,. Elle s'est nouée « une vingtaine d'années » avant le décès de Boulin, selon une enquête publiée le 14 novembre 1979 dans Le Monde, au moment où Tournet est présenté comme ayant « un passé de résistant qui plaide pour lui », même si dans ses dernières lettres, Boulin écrit que Tournet était un « escroc paranoïaque, mythomane, pervers, maître chanteur », bien qu'il ait été avant son « grand ami », selon le journaliste Dominique Labarrière.
Colette Lalande, épouse Boulin, et Monique de la Myre-Mory, née Guix de Pinos, troisième épouse de Tournet, ont dans leur enfance été élèves des mêmes écoles. En 1962, Boulin, entré l'année précédente au gouvernement, s'installe rue Rémusat, où les Tournet vont être ses voisins, dans le même immeuble de fonction, entre 1962 à 1966. Robert Boulin est invité en 1964 par Tournet lorsque la famille Rachez achète 36 hectares de terres agricoles sur le domaine du Val-de-Bois, consacré à la tradition de l'huile d'olive de qualité, sur les « hauteurs de Ramatuelle », et Tournet lui présente Suzanne Rachez. En 1965, Tournet lui fait à nouveau rencontrer Robert Boulin car elle est « inquiète pour ce terrain ». Tournet lui dit, pour la calmer, qu'il a donné 80000 francs à Boulin pour ses campagnes électorales.
En 1967, Tournet s'adresse à nouveau à Robert Boulin pour obtenir un « accord préalable » valable six mois pour rendre constructible Ramatuelle car il sait ne pouvoir obtenir de « permis en bonne et due forme », mais Boulin refuse. En octobre 1967, Tournet obtient cet « accord préalable » mais ne respecte pas la condition que les travaux commencent dans les six mois : en avril 1968, l'échéance est dépassée. Tournet insiste plusieurs fois auprès de Boulin, qui écrit plusieurs fois au préfet du Var, notamment le 29 mai 1972 puis en novembre afin d'obtenir le bénéfice de la loi Serot. 
En novembre 1979, Le Monde reproduit une lettre de Boulin du 3 janvier 1973, où il assure Tournet de ses efforts pour obtenir « l'accord de construire » 26 maisons à Ramatuelle et argue du fait que les règlements d'urbanisme ont entretemps changé. Sans attendre la réponse du préfet, Tournet vend 31 des 36 hectares le 23 janvier et le 22 septembre 1973 pour 1,5 million de francs, à des Normands. Toutefois, le service des hypothèques n'enregistre pas, à cause d'un différend sur la loi Serot sur les mutations de bois et forêts et les divisions cadastrales. En février 1973, la préfecture refuse d'autoriser la construction de maisons, pour respecter le coefficient d'occupation des sols. Gérard Groult, notaire de Pont-Hébert, sera pour cela radié pour le non-enregistrement,.
Robert Boulin a des soupçons sur Tournet : en février 1974  40 000 francs. En février 1975, la mère de Robert Boulin, voulant lui donner un coup de pouce, lui verse 40 000 francs déposés en liquide sur le compte personnel du ministre, dans sa banque, la BNP de Libourne. La veille, un chèque est endossé en liquide sur le compte d'Henri Tournet, à la Banco Popular Español. Il écrit au préfet du Var, pour vérifier si c'est régulier, avant d'acheter le 18 juillet à Tournet  2 des 31 hectares, le présentant comme un « vieil ami de guerre et de Résistance ». Probablement mis sur la piste, sept jours avant la vente, il questionne Tournet sur son éventuelle détention de Holitour. Tournet lui ment en répondant que non, le 19 juillet, après la vente, alors qu'il détient 498 des 500 parts.
Le 6 mars de la même année, le préfet avait accepté de recevoir Boulin et Tournet, avec le directeur départemental de l'urbanisme pour assurer que le projet de maison basse de 185 mètres carrés de Boulin est conforme, contrairement à ceux des Normands. Le 20 juillet 1974, les Normands s'insurgent par écrit contre la double vente et l'absence d'enregistrement en bonne et due forme au bureau des hypothèques, puis en informent le 24 août Boulin, qui demande le 26 que soit effectuée une « plainte auprès de la Chambre des notaires », mais croit à une simple erreur. Il faudra attendre 1978 pour qu'il découvre que sa parcelle est bien comprise dans celle des acheteurs normands.
Juste avant sa mort, il répondra à l'enquête du Monde que ses doutes ont émergé en avril 1976, l'amenant le 24 septembre 1976 à écrire à Tournet pour lui dire de s'impliquer dans un « travail de persuasion » au gouvernement, concernant son dossier, et faire ainsi lui-même de nouvelles suggestions sur « des mesures techniques qui seront proposées » lors du budget, et en flattant Tournet par le rappel qu'il a « participé à une certaine époque à l'équipe de Jean Monnet », père de l'Europe.
Symbole de son emprise sur Boulin, Tournet lui écrit le 27 février 1979 pour lui reprocher de ne pas le soutenir assez sur Ramatuelle, en menaçant de le compromettre. Après l'incarcération de Tournet en juin par le juge Renaud Van Ruymbeke, nouvelles lettres de menace de Tournet, dont certaines au président de la République, qui se retranche derrière l'indépendance de la Justice. Les « milieux dirigeants du RPR », eux, se refuseront « à penser que l'affaire de Ramatuelle ait, seule, conduit Robert Boulin au suicide ».

### Souhait d'être commandeur de la Légion d'honneur
En janvier 1978, Boulin plaide auprès de Jean-Jacques Beucler, secrétaire d'État aux Anciens Combattants, pour que Tournet devienne commandeur de la Légion d'honneur, Achille Peretti et Jacques Foccart faisant de même. Robert Boulin insiste auprès du successeur Maurice Plantier, puis console Tournet de l'échec le 10 mai 1979 en lui faisant miroiter la possibilité de devenir commandeur de la Légion d'honneur en 1980.

### Affaire du casino de Saint-Amand-les-Eaux
L'affaire Boulin fait émerger celle du casino de Saint-Amand-les-Eaux, racheté par Isidore Partouche après la mort suspecte de sa propriétaire Suzanne Rachez en février 1973. Henri Tournet avait fait sa connaissance en 1963 en lui proposant de « s'occuper de la promotion » du futur parc régional de Raismes, dont le syndicat d’études naîtra le 16 septembre 1965 avec l'aide de l'État, car il est alors conseiller technique au ministère des travaux publics. Il lui fait « déjeuner plusieurs fois avec Jacques Foccart » et rencontrer Ursula Andress, pour l'impressionner. Il invite sa fille Rolande à Paris, lui fait rencontrer aussi Jacques Foccart, la séduit et propose à la mère des placements immobiliers pour investir sa fortune à Ibiza et Ramatuelle, dans le Var. En janvier 1964, Suzanne Rachez a ainsi remis à Tournet deux chèques, de 150000 francs et 750000 francs, comme il le reconnaît dans deux lettres des 24 janvier et 3 mars 1964, pour lui acheter par procuration une propriété à Ibiza et la totalité d'une vigne de 36 hectares à Ramatuelle, qu'il était d'abord question de n'acheter qu'en partie. Puis, elle charge sa fille de lui décrire ces placements, en allant sur les lieux. Cette dernière y fait la connaissance de Robert Boulin, grâce à qui elle peut s'installer en 1965 dans un appartement du parc Montaigne à Fontenay-le-Fleury (Yvelines), après s'être mariée avec Hermann Stromberg et s'être séparée de Tournet car sa mère ne voulait pas qu'elle l'épouse.
La mère nomme administrateur de son casino Tournet, qui lui conseille de construire 26 villas sur les terrains alentour, via un emprunt que Robert Boulin, membre du gouvernement, sera chargé de l'aider à obtenir du Crédit agricole. Ce sera en fait un emprunt de 5 millions de francs suisses, car Tournet est alors résident suisse. Le conseil général du Nord, propriétaire des murs du casino, n'accepte de le garantir que le 16 novembre 1966, la conseil municipal de la ville ayant refusé. Le prêt suisse de 5 millions n'est finalement accordé qu'encore un an et demi après, en février 1968, à Suzanne Rachez et pour la rénovation du casino. Mais, selon sa fille, Tournet en aurait détourné 1,2 million. 
Le 1er février 1973 à 17 heures, un camion de gaz propane explose à Saint-Amand-les-Eaux. Le chauffeur de 27 ans s'est déporté pour éviter un cycliste qui lui-même dépasse un véhicule stationné. Il heurte la voiture arrivant en face, qu'il ne pouvait voir,. La combinaison des coups de frein et de volant crée un effet de roulis du gaz, dont l'explosion tue neuf personnes. Près de 40 camions passaient chaque jour dans cette rue étroite sans visibilité, seul accès vers la Belgique, baptisée « couloir de la mort » par les habitants et dénoncée peu avant par le maire Georges Donnez, selon qui l'accident était « prévisible »,,. 
La patronne du casino meurt le surlendemain. Sa fille découvre que son testament, de près de 20 millions de francs, ne lui lègue la part exigée par la loi et entame une longue bataille juridique pour prouver sa non-validité, contre le notaire, qui a vendu les biens, accusé de « détournement d'actif successoral ». En 1973 aussi, le Casino fait défaut sur sa dette bancaire. Les directeurs du Crédit agricole du Nord et du Crédit du Nord refusent de lui prêter car Tournet n'a pas de bons renseignements, même s'il écrit aux banquiers que tout est la faute de l'héritière. Tournet demande alors à Robert Boulin d'intervenir pour obtenir un prêt du Crédit national, selon le journaliste Dominique Labarrière, l'avocate de la famille Boulin rappelant cependant que le ministre n'a pu donner sa version sur les documents accumulés par Tournet.
Rolande Rachez révèle trois jours après la mort de Boulin qu'elle est propriétaire des terrains de Ramatuelle en remettant des documents au SRPJ de Lille, avec dépôt de plainte auprès du procureur. Le 26 novembre 1979, sa lettre au juge d'instruction Renaud Van Ruymbeke évoque un comportement frauduleux de Tournet et elle porte plainte deux mois après contre X pour meurtre, en estimant que le décès de sa mère Suzanne en 1973 est suspect et lié à l'affaire de Ramatuelle , en ayant recueilli « des éléments lui permettant de penser » qu'il y a eu « non-assistance à personne en danger avec préméditation », en février 1973, peu après que des Normands, les frères Cousin, aient acquis les terrains de Ramatuelle en janvier 1973, dans ce que Boulin décrira avant de mourir comme « une tentative de fraude fiscale », tandis que la société Holitour, dirigée depuis 1960 par Tournet, a ensuite discrètement acheté les mêmes terrains en avril 1974.
Le gendre de Suzanne Rachez, Henri Stromberg, apparenté au SAC, accusera publiquement Tournet d'avoir escroqué sa belle-mère puis d'être lié à la mort de Boulin. Tournet répond alors que c'est au contraire la famille Rachez qui lui doit toujours 300000 francs six ans après avoir cédé à Partouche le casino de Saint-Amand-les-Eaux.

### Vie en Espagne
Libéré sous contrôle judiciaire, Tournet se réfugie immédiatement en Espagne en juin 1980. Il est condamné par contumace à quinze ans de réclusion, qu'il n'accomplira pas,.
Vivant à Ibiza, il est interrogé sur commission rogatoire par le juge Corneloup le 28 octobre 1987.
Il s'exile ensuite au Chili où il meurt dans sa capitale en avril 2008.